# Vetto
Ne doit pas être confondu avec Veto.
Vetto est une commune italienne de la province de Reggio d'Émilie dans la région Émilie-Romagne en Italie.

## Administration
| Période                                  | Période | Identité | Étiquette | Qualité |
| ---------------------------------------- | ------- | -------- | --------- | ------- |
|                                          |         |          |           |         |
| Les données manquantes sont à compléter. |         |          |           |         |

### Hameaux
Atticola, Brolo, Buvolo, Caiolla, Cantoniera, Casalecchio, Casella, Casone, Castellaro, Castellina, Cesola, Cola, Costa, Costaborga, Crovara, Ferma, Gottano Sopra, Gottano Sotto, Groppo, Legoreccio, Mavore, Maiola, Moziollo, Piagnolo, Pineto, Predella, Rodogno, Roncolo, Rosano, Scalucchia, Sole Sopra, Sole Sotto, Spigone, Strada, Teggia, Tizzolo, Vidiceto

### Communes limitrophes
Castelnovo ne' Monti, Canossa, Neviano degli Arduini, Palanzano, Ventasso